# Out Among the Stars
Out Among the Stars est un album posthume de Johnny Cash, paru le 25 mars 2014. Les enregistrements ont été réalisés entre 1981 et 1984, par le célèbre producteur Billy Sherrill à Nashville. Ils ont été mis de côté, par Johnny Cash ou par la maison de disques Columbia, puis oubliés et redécouvert par le fils de Johnny Cash,,.

## Pistes
| No  | Titre                                     | Auteur                                          | Durée |
| --- | ----------------------------------------- | ----------------------------------------------- | ----- |
| 1.  | Out Among the Stars                       | Adam Mitchell                                   | 3:02  |
| 2.  | Baby Ride Easy                            | Richard Dobson                                  | 2:43  |
| 3.  | She Used to Love Me a Lot                 | Kye Fleming, Dennis Morgan, and Charles Quillen | 3:11  |
| 4.  | After All                                 | Ed Bruce and Patsy Bruce                        | 2:49  |
| 5.  | I'm Moving On                             | Hank Snow                                       | 3:09  |
| 6.  | If I Told You Who It Was                  | Bobby Braddock, Curly Putman                    | 3:05  |
| 7.  | Call Your Mother                          | Cash                                            | 3:17  |
| 8.  | I Drove Her Out of My Mind                | Gary Gentry, Hillman Hall                       | 3:01  |
| 9.  | Tennessee                                 | Rick Scott                                      | 3:27  |
| 10. | Rock and Roll Shoes                       | Paul Kennerley, Graham Lyle                     | 2:41  |
| 11. | Don't You Think It's Come Our Time        | Tommy Collins                                   | 2:17  |
| 12. | I Came to Believe                         | Cash                                            | 3:29  |
| 13. | She Used to Love Me a Lot (JC/EC Version) | Kye Fleming, Dennis Morgan, Charles Quillen     | 3:23  |

## Équipe
- Johnny Cash – guitare, chant

Autres musiciens
- June Carter Cash – chants sur "Baby Ride Easy" et "Don't You Think It's Come Our Time"
- Pete Drake – Dobro
- Waylon Jennings – chants sur "I'm Movin' On"
- Jerry Kennedy – guitare
- Hargus "Pig" Robbins – piano
- Marty Stuart – guitare, violon sur la session originale et celle de 2013
- Henry Strzelecki – guitare basse
- Minnie Pearl – sur "If I Told You Who It Was" (non crédité)

Personnel technique
- Steve Berkowitz – co-production sur les sessions de 2013
- Carlene Carter
- Buddy Miller
- Joseph M. Palmaccio – enregistrement 2013
- Billy Sherrill – production des sessions originales
- Norman Seeff – photographie